# Tour de Suisse 1961
Die 25. Tour de Suisse fand vom 15. bis 21. Juni 1961 statt. Sie führte über sieben Etappen und eine Gesamtdistanz von 1357,5 Kilometern.
Gesamtsieger wurde der Schweizer Attilio Moresi. Die Rundfahrt startete in Zürich mit 63 Fahrern, von denen 44 Fahrer in Luzern ins Ziel kamen.

## Etappen
| Etappe    | Tag      | Start – Ziel        | km          | Etappensieger    | Gesamtwertung  |
| --------- | -------- | ------------------- | ----------- | ---------------- | -------------- |
| 1. Etappe | 15. Juni | Zürich – Laufenburg | 211         | Fredy Rüegg      | Fredy Rüegg    |
| 2. Etappe | 16. Juni | Laufenburg – Chur   | 231         | Yvo Molenaers    | Attilio Moresi |
| 3. Etappe | 17. Juni | Chur – Locarno      | 169         | Rolf Graf        | Attilio Moresi |
| 4. Etappe | 18. Juni | Locarno – Varese    | 074,5 (EZF) | Rolf Graf        | Attilio Moresi |
| 5. Etappe | 19. Juni | Varese – Saas-Fee   | 188         | Kurt Gimmi       | Attilio Moresi |
| 6. Etappe | 20. Juni | Saas-Fee – Payerne  | 235         | Maurice Meuleman | Attilio Moresi |
| 7. Etappe | 21. Juni | Payerne – Luzern    | 249         | Horst Oldenburg  | Attilio Moresi |